# Filmkeuring

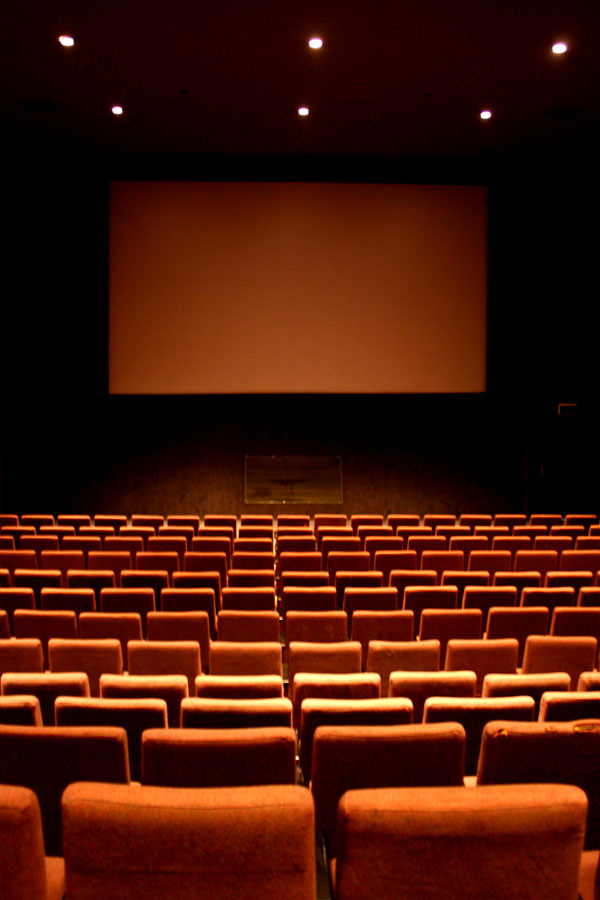
Bioscoop in Australië

Met filmkeuring wordt bedoeld dat er voorafgaand aan de verschijning van een film wordt aangegeven welke kenmerken een film vertoont, waaruit blijkt of die mogelijk ongeschikt is voor bepaalde groepen kijkers.

## Nederland
Zie ook Kijkwijzer en Centrale Commissie voor de Filmkeuring.
Filmkeuring bestaat sinds het begin van de twintigste eeuw. Vertegenwoordigers van kerken en maatschappelijke organisaties beoordeelden alle films. In het verzuilde Nederland betekende dat dat ook een priester uit de katholieke kerk en een gereformeerd lid, jarenlang was dat Henriëtte Kuyper, deel van de commissie uitmaakten. De katholieken kenden een kerkelijke lijst van afgeraden en verboden films, vergelijkbaar met de Index, een lijst van films die zij niet mochten gaan zien.
De Bioscoopwet (Wet van 14 mei 1926, Stb. 118, tot bestrijding van de zedelijke en maatschappelijke gevaren van de bioscoop) maakte een einde aan alle lokale bioscoopcommissies die ieder hun eigen criteria hadden. Als uitvloeisel van die wet werd begin 1928 door de overheid de Rijksfilmkeuring oftewel de Centrale Commissie voor de Filmkeuring (CCF; vanaf 1977 De Nederlandse Filmkeuring) ingesteld waarin o.a. Johan August van Thiel werd benoemd. Een jaar later stelde de CCF een 'commissie van advies' in. De keuringsuitslag kon zijn alle leeftijden, 14 jaar en ouder, 18 jaar en ouder, of niet toegelaten.
Daarnaast kon een burgemeester op basis van het toenmalige artikel 221 van de Gemeentewet in het belang van de openbare orde of goede zeden een film verbieden, zoals in de jaren 60 die van Gorkum, Mr. Louis Rudolph Jules van Rappard, deed.
Vervolgens kwam er de Wet op de filmvertoningen (Wet van 5 januari 1977, Stb. 170, tot afschaffing van de filmkeuring voor volwassenen, invoering van een nieuw systeem van keuring voor jeugdigen, en intrekking van de bevoegdheid van de burgemeester ex artikel 221, lid 2, van de Gemeentewet).
In 1986 volgde wijziging van artikel 240 Sr, later artikel 151e Sr, nl. afschaffing van het verbod op pornografie voor volwassenen.
Vervolgens kwam er de Wet van 14 december 2000 tot wijziging van de Mediawet en van het Wetboek van Strafrecht, alsmede intrekking van de Wet op de filmvertoningen. Vanaf 22 februari 2001 worden films, video's, tv-programma's en computerspelletjes door distributeurs zelf gekeurd: zelfregulering dus. Bij falen worden er wel boetes gegeven. De keuring richt zich met name op ouders, maar er wordt dus wel op toegezien dat bioscopen en verkooppunten van bijvoorbeeld dvd's de regels naleven. In artikel 240a Sr (voor jongeren ongeschikt materiaal aan een jongere vertonen) werd ook het verstrekken van een gegevensdrager strafbaar en werden de straffen verhoogd.
In 2024 werd artikel 240a Sr vervangen door artikel 151e Sr.

## België

### Geschiedenis

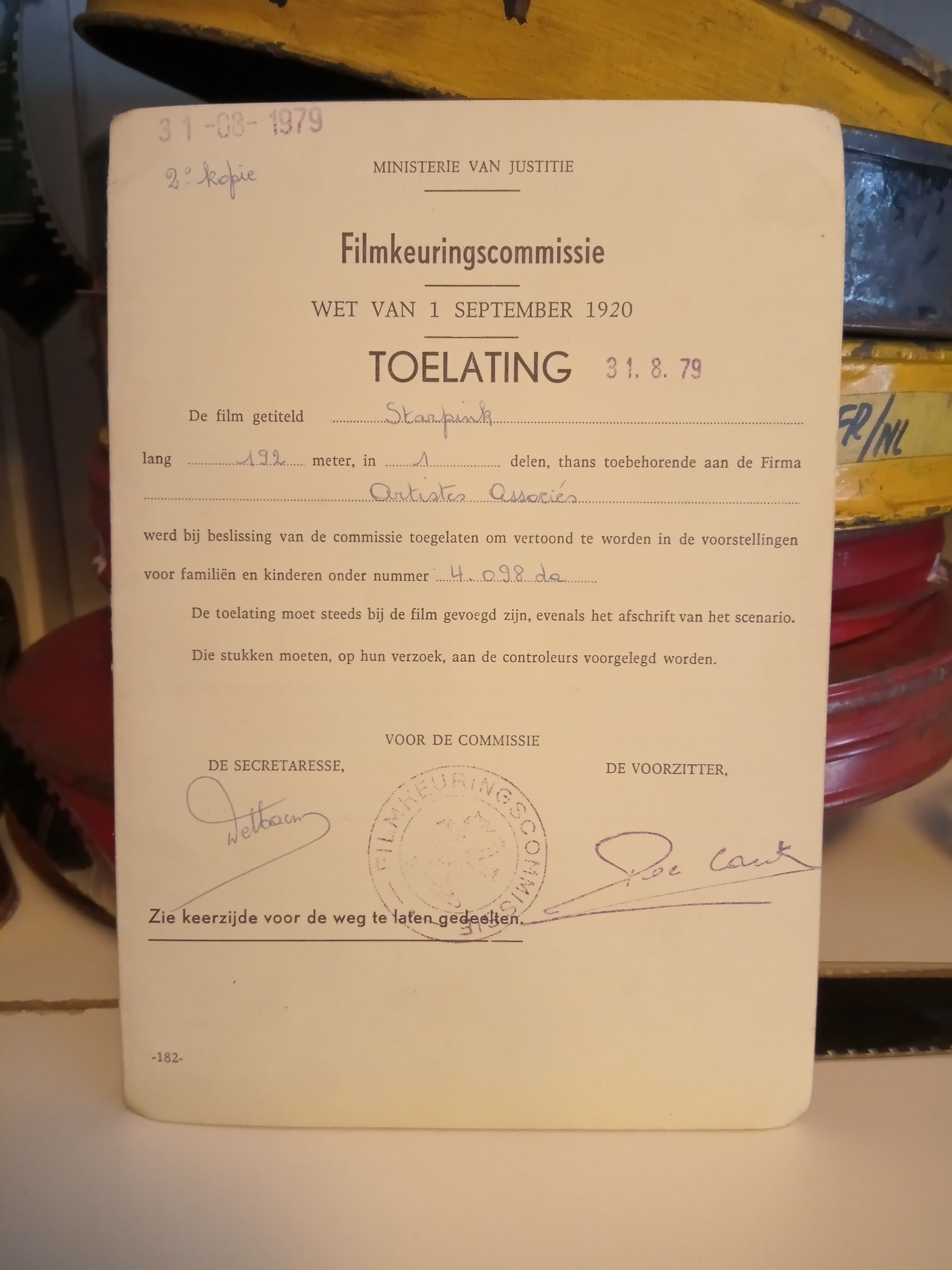
Cinema De Keizer toelating

Censuur was bij grondwet verboden en dit gold ook voor film. Er bestond geen wettelijke controle op films. Emile Vandervelde en medestanders waren anti-cinema en zorgden voor een leeftijdsbeperking. Hierdoor waren sinds 1920 Belgische bioscoopzalen slechts toegankelijk voor personen van 16 jaar en ouder. Wie jonger was, mocht enkel binnen om een film te bekijken die door een overheidscommissie was goedgekeurd. Het binnenleiden of toelaten van minderjarigen bij niet-goedgekeurde films was strafbaar met boetes en gevangenis. Bioscoopuitbaters riskeerden ook een sluiting tot maximum zes maanden. Buiten de controle op de leeftijdsgrens bestond er geen wettelijke censuur. Filmproducenten en verdelers konden op eigen initiatief hun films voorleggen aan de commissie om toch het label KT te krijgen.
In 1990 werd een intergemeenschapscommissie voor de Filmkeuring opgericht om te oordelen welke films in de categorie "kinderen toegelaten" (KT) vielen. Alle overige films waren krachtens de wet van 1920 "kinderen niet toegelaten" (KNT). De regeling werd bijgesteld in 2001. In een arrest van 18 november 2004 oordeelde de Raad van State echter dat filmkeuring geen gemeenschapsbevoegdheid was en dat de oordelen van de Intergemeenschapscommissie voor de Filmkeuring bijgevolg onwettelijk waren genomen. Daarop werd weer een federale filmkeuringscommissie gecreëerd. De leden ervan werden voorgedragen door de gemeenschappen. In 2009 was de commissie nog niet van start gegaan, maar intussen had de oude commissie wel de nieuwe categorie "KT vanaf 12" ingevoerd.
Bij de zesde staatshervorming in 2011 werd de bevoegdheid over de filmkeuring uiteindelijk toegekend aan de gemeenschappen door een aanpassing van de bijzondere wet tot hervorming der instellingen.

### Huidige regeling
In België verloopt de filmkeuring sinds 2020 volgens een systeem van aanbevelingen gebaseerd op het Nederlandse Kijkwijzer. Het gaat om zelfregulering waarbij distributeurs elke vertoonde film indelen naar leeftijd en naar inhoud volgens een vooraf bepaald classificatiesysteem. De regeling is vervat in een samenwerkingsakkoord tussen de drie Gemeenschappen en de Gemeenschappelijke Gemeenschapscommissie. De implementatie van het nieuwe filmkeuringssysteem ging in op 8 januari 2020. De inhoud wordt aangeduid met pictogrammen en er zijn zes leeftijdsindicaties (geschikt voor kinderen vanaf 6, 9, 12, 14, 16 en 18 jaar).

### Selectie van voorbeelden van censuur[8][9]
- Tarzan and His Mate (1934), 8 scènes geknipt wegens te kleine tropenpakjes, boezem in de waterscène
- Modern Times (1925), scène gelijkend op cocaïne
- Sneeuwwitje en de zeven dwergen (1937), scène met close-up van mes
- The Untouchables (1987), geweldsscène ingekort bij moord op handlanger aan de ronde tafel
- Casablanca (1943), gokscènes verwijderd
- King Kong (1933), scène waarbij de kledij van de vrouw afgetrokken worden
- De Witte (1934), scène met naald op stoel van leerkracht
- The seven year itch (1955), scène waarbij de rok van Marilyn Monroe opwaait

## Verenigde Staten
Zie filmkeuring in de Verenigde Staten.